# Parascheva di Iaşi
Santa Parascheva di Iaşi o Parasceve la Giovane. in romeno Cuvioasa Parascheva, nota anche come santa Petka (Epivat, 1010 – Epivat, 14 ottobre 1080) è stata una religiosa bizantina, venerata come santa dalla Chiesa ortodossa e dalla Chiesa cattolica.

## Biografia
Nata da una devota famiglia cristiana greca benestante a Epibatai (l'attuale Selimpaşa), un villaggio non lontano da Costantinopoli, Parascheva e suo fratello Eutimio furono cresciuti con un'eccellente istruzione religiosa in seno all'amore genitoriale. Eutimio entrò prima di lei nell'ascetismo monastico, fino a diventare anacoreta e fu quindi fatto episcopo di Mydios, verso la fine dei suoi anni, mentre Parascheva, dopo la morte dei genitori, decise di ritirarsi in un monastero del Ponto fino al 1050 circa, quando entrò in un monastero femminile in Terra santa. Predicò fermamente il cristianesimo e la vita monacale ascetica femminile.
Intorno al 1070 poi, le apparve un angelo che le comandò di tornare al suo paese nativo.
Durante il viaggio di ritorno, si fermò a Costantinopoli per venerare l'allora celebre icona miracolosa della Madre di Dio presso il Santuario di Blacherne. Tornata quindi al suo paese, morirà qualche anno dopo.

## Culto
A causa dei miracoli che accaddero successivamente presso la sua tomba, le sue reliquie furono riesumate, ma trovate miracolosamente incorrotte. Furono quindi riposte nella chiesa dei Santi Apostoli di Epivat, finché nel 1223 il re bulgaro Ivan Asen II le spostò a Veliko Tărnovo, antica capitale della Bulgaria, presso la cattedrale dedicata alla Dormizione di Maria.
Successivamente, il patriarca bulgaro Eutimio di Tărnovo ne redasse la biografia e la beatificò presso il Sinassario della Chiesa, fissando la sua commemorazione al 14 ottobre. Dal XIV secolo circa, la venerazione di Parascheva si diffuse poi anche in tutta la Romania e oltre.
Nel 1393 le reliquie furono consegnate al principe Mircea I cel Bătrân (Mircea I il Vecchio, gran riformatore del Regno di Valacchia, difensore dalle invasioni ottomane). Successivamente passarono in custodia alla principessa Santa Angelina di Serbia, che le spostò a Belgrado, dove rimasero fino al 1521, quando i turchi occuparono la Serbia. I turchi portarono quindi le reliquie a Costantinopoli. Qualche anno dopo, il Patriarca del quartiere greco-ortodosso di Fener (Costantinopoli), dovette riscattarle a caro prezzo, e la santa passò al Patriarcato ortodosso di Costantinopoli. Nel 1640 Partenio I di Costantinopoli le donò al pio devoto principe Vasile Lupu di Moldova.
Le reliquie furono riposte a Iași, capoluogo della regione Moldova di Romania, presso il monastero dei Tre Santi Gerarchi, appena costruito.
Ivi rimasero lì fino al 26 dicembre 1888, quando un incendio devastò la chiesa, ma le reliquie rimasero intatte. Furono quindi traslate alla appena costruita cattedrale della stessa città, dove tuttora risiedono.
Viene venerata dalla chiesa ortodossa, soprattutto serba, bulgara, greca, albanese e rumena; è nota con i nomi di Santa Petka/ Parascheva/ Bulgara, Nostra Venerabile Madre Petka, Santa Luce della Moldova, Giovane Paraschiva o Pia Parascheva dei Balcani. Shën e Premtja in lingua albanese.